# Капела Марије, Краљице света
Капела Марије, Краљице света на Палићу припада Суботичкој бискупији Римокатоличке цркве.
Капелу је саградила пештанска породица Vissy 1892. године, као породичну гробницу. Црква је посвећена у част Похода Блажене Девице Марије. Kада је жупа осамостаљена, црква је преименована у част Марије, Kраљице света. Западно од капале саграђен је летњиковац исте породице који је касније преуређен у цркву Св. Урбана папе.
Kапела је дугачка 7m, широка 6m, а висока 8m. Торањ је висок 14m.